# Antoni Ludwik Rudomina Dusiacki
Antoni Ludwik Rudomina Dusiacki herbu Trąby (zm. w 1750 roku) – podkomorzy brasławski w 1724 roku, podkomorzy pokojowy Jego Królewskiej Mości, starosta subocki.
Był posłem na sejm 1729 roku z powiatu brasławskiego. Jako poseł na sejm konwokacyjny 1733 roku z Księstwa Inflanckiego był członkiem konfederacji generalnej zawiązanej 27 kwietnia 1733 roku na tym sejmie. W 1735 roku podpisał uchwałę Rady Generalnej konfederacji warszawskiej. Poseł powiatu brasławskiego  na sejm zwyczajny pacyfikacyjny 1735 roku i poseł inflancki na sejm nadzwyczajny pacyfikacyjny 1736. Poseł powiatu brasławskiego na sejm 1740 roku.